# باب الشمس-الرحيل والعودة
باب الشمس-الرحيل والعودة فيلم يحكي تاريخ فلسطين من إخراج يسري نصر الله ومن إنتاج أونيون بيكتشرز وقناة Arte الفرنسية.  الفيلم مأخوذ عن رِواية تحمل نفس الاسم (باب الشمس) للأديب إلياس خوري. 
جَسَدَ الأدوار نُخبة من المُمثِلات والمُمثلين السوريين والعرب، وتم تصويرهُ في سوريا ولبنان ويُعد عودةً للأفلام الملحمية التي تسجل تاريخ الوطن العربي في القرن العشرين وحتى الآن. الفيلم  

## القصة
تحدث قصة حَُب بين البطل الفلسطيني يونس الذي يذهب للمقاومة بينما تظل زوجته نهيلة مُتمسكة بالبقاء في قريتها بالجليل. وطوال فترة الخمسينيات والستينيات يتسلل من لبنان إلى الجليل ليُقابل زوجته في مغارة «باب الشمس» وتُنجب مِنه ويعودُ مرةً أُخرى لِيَنضم إلى تنظيم المُقاومة في لبنان. 

## البطولة
- باسل خياط
- نادرة عمران
- عروة نيربية
- حلا عمران
- ريم تركي

## ردود فعل
في 11/1/2013 استلهمت مجموعة شبابية فلسطينية اسم رواية باب الشمس وانشأت قرية باب الشمس رداً على الممارسات الاستيطانية الإسرائيلية الساعية إلى بناء 4000 وحدة استيطانية على أراضي الطور، شرقي القدس بما يعرف بمنطقة E1. وقد أعجب بالفكرة كاتب الرواية اللبناني إلياس خوري وبعث لهم رسالة يُحييهم فيها على الفكرة.

## روابط خارجية
- باب الشمس-الرحيل والعودة على موقع IMDb (الإنجليزية)
- باب الشمس-الرحيل والعودة على موقع ألو سيني (الفرنسية)
- باب الشمس-الرحيل والعودة على موقع Turner Classic Movies (الإنجليزية)
- باب الشمس-الرحيل والعودة على موقع أول موفي (الإنجليزية)
- باب الشمس-الرحيل والعودة على موقع فيلمافينيتي (الإسبانية)
- باب الشمس-الرحيل والعودة على موقع قاعدة بيانات الفيلم (الإنجليزية)
- باب الشمس-الرحيل والعودة على موقع ليتربوكسد (الإنجليزية)
- باب الشمس-الرحيل والعودة على موقع كينوبويسك (الروسية)